# Cẩm Chế
Cẩm Chế là một xã thuộc huyện Thanh Hà, tỉnh Hải Dương, Việt Nam.
Xã nằm dọc tỉnh lộ 390 B, khu Hà Bắc huyện Thanh Hà, phân thành 4 thôn: Du La, Kỳ Tây, Nhân Lư và Phương La. Kinh tế xã thuần nông, một số loại đặc sản như vải thiều, ổi, quất... rất đặc trưng của Thanh Hà.

## Nhân vật trong lịch sử
- Cẩm chế là quê hương của thứ phi Hoàng Thị Hồng, người có công lập chợ, sau này gọi là chợ Cháy cho dân buôn bán.
- Tiến sĩ nho học Nguyễn Mậu

## Di tích
- Đình làng Phương La thờ Hoàng Trung Công, Hoàng Chí Công và Hoàng Uy Công là 3 anh em trai có công giúp Đinh Bộ Lĩnh dẹp loạn 12 sứ quân.
- Đình làng Kỳ Tây thờ tam vị đại vương là tướng nhà Đinh gồm: Hoàng Trung Công, Hoàng Chí Công và Hoàng Uy Công có công giúp Vua Đinh Tiên Hoàng dẹp loạn 12 sứ quân.